# Томченко Ігор Михайлович
І́гор Миха́йлович То́мченко (* 1970) — український важкоатлет, майстер спорту України.

## З життєпису
Народився 1970 року в місті Норильськ (Росія). Від 1977 року проживає в Іванкові.
2010 року стає чемпіоном світу з важкої атлетики серед ветеранів (польське місто Цеханув, вага понад 105 кг), 2011-го — віце-чемпіоном.
Чемпіон Кубка СНД, рекордсмен України й СНД.
У жовтні 2014 року в Копенгагені на чемпіонаті світу з важкої атлетики серед ветеранів спорту (World Masters Weightlifting Championships) виборов срібну медаль.
Станом на 2016 рік — начальник відділу молоді та спорту Іванківської райдержадміністрації. Звільнений з посади. Приватні уроки фітнесу у спортклубі.
Також пише поезії, 2011 року вийшла збірка його лірики.